# Rocket Lab
Rocket Lab är en amerikansk flygindustri med ett helägt dotterbolag i Nya Zeeland. Företaget utvecklar lätta och kostnadseffektiva kommersiella raketuppskjutningstjänster. Electron-programmet grundades på förutsättningen att små nyttolaster som kubsatelliter kräver dedikerade uppskjutningsfordon och flexibilitet som för närvarande inte erbjuds av traditionella raketsystem.
2018 meddelade företaget att de ska utöka antalet uppskjutningsplattor för Electron. LC-2 ligger i Wallops Flight Facility, Virginia, USA.
Företaget utvecklar också en ny och större bärraket, Neutron. Den beräknas vara klar 2024. Målet är att kunna lyfta 8 ton till låg omloppsbana runt jorden, 2 ton till månen eller 1,5 ton till Mars och Venus. Bränslet ska vara en kombination av RP-1 (en raffinerad form av fotogen) och LOX (syre i flytande form).